# Berthierin
Berthierin ist ein selten vorkommendes Mineral aus der Mineralklasse der „Silikate und Germanate“ mit der chemischen Zusammensetzung (Fe2+,Fe3+,Al,Mg)6[(OH)8|Al2Si2O10] und damit chemisch gesehen ein Eisen-Alumosilikat mit zusätzlichen Hydroxidionen. Die in den runden Klammern angegebenen Oxidationsstufen des Eisens sowie Aluminium und Magnesium können sich in der Formel jeweils gegenseitig vertreten (Substitution, Diadochie), stehen jedoch immer im selben Mengenverhältnis zu den anderen Bestandteilen des Minerals. Strukturell gehört Greenalith zu den Schichtsilikaten.
Berthierin kristallisiert je nach Polytyp im monoklinen oder trigonalen Kristallsystem, entwickelt aber nur selten winzige, meist pseudohexagonal-prismatische Kristalle und findet sich meist in Form mikrokristalliner oder oolithischer Mineral-Aggregate mit einem perlmuttähnlichen Glanz auf den Oberflächen. Das Mineral ist meist von dunkelolivgrüner bis gelbgrüner oder braungrüner Farbe. Seine Strichfarbe ist dagegen farbschwach und allenfalls grünlichweiß oder ganz weiß.
Aufgrund der Namensähnlichkeit besteht Verwechslungsgefahr mit dem Eisen-Antimon-Sulfid Berthierit.

## Etymologie und Geschichte

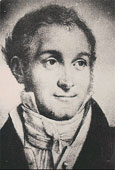
Pierre Berthier

Entdeckt wurde Berthierin erstmals in Mineralproben aus dem Bergwerk Hayange (deutsch: Hayingen) im Département Moselle in der nordostfranzösischen Region Grand Est (früher Elsass-Lothringen). Die Erstbeschreibung erfolgte 1832 durch François Sulpice Beudant, der das Mineral nach dem französischen Geologen und Mineralogen Pierre Berthier benannte.
Das Typmaterial des Minerals wird im Muséum national d’histoire naturelle in Paris (Frankreich) unter der Sammlungs-Nr. 28.134 aufbewahrt.
Von der International Mineralogical Association (IMA) wird der Berthierin mit der Kurzbezeichnung „Brh“ geführt. Er ist als eigenständige Mineralart schon lange bekannt und wurde von der Commission on New Minerals, Nomenclature and Classification (CNMNC) daher als sogenanntes grandfathered Mineral anerkannt.

## Klassifikation
Bereits in der veralteten 8. Auflage der Mineralsystematik nach Strunz gehörte der Berthierin zur Mineralklasse der „Silikate und Germanate“ und dort zur Abteilung der „Schichtsilikate (Phyllosilikate)“, wo er zusammen mit Amesit, Antigorit, Chrysotil, Cronstedtit, Greenalith, Karyopilit, Lizardit und Népouit sowie dem inzwischen als Varietät von Pennantit diskreditierten Grovesit die „Serpentin-Reihe (trioktaedrisch)“ mit der System-Nr. VIII/E.10b bildete.
Im zuletzt 2018 überarbeiteten und aktualisierten Lapis-Mineralienverzeichnis nach Stefan Weiß, das sich aus Rücksicht auf private Sammler und institutionelle Sammlungen noch nach dieser alten Form der Systematik von Karl Hugo Strunz richtet, erhielt das Mineral die System- und Mineral-Nr. VIII/H.27-70. In der „Lapis-Systematik“ entspricht dies ebenfalls der Abteilung „Schichtsilikate“, wo Berthierin zusammen mit Amesit, Antigorit, Brindleyit, Carlosturanit, Chrysotil, Cronstedtit, Dozyit, Fraipontit, Greenalith, Guidottiit, Karpinskit, Karyopilit, Kellyit, Lizardit, Népouit und Pecorait die „Serpentingruppe“ bildet.
Auch die seit 2001 gültige und von der IMA zuletzt 2009 aktualisierte 9. Auflage der Strunz’schen Mineralsystematik ordnet den Berthierin in die Abteilung der „Schichtsilikate“ ein. Diese ist allerdings weiter unterteilt nach der Struktur der Schichten, so dass das Mineral entsprechend seinem Aufbau in der Unterabteilung „Schichtsilikate (Phyllosilikate) mit Kaolinitschichten, zusammengesetzt aus tetraedrischen und oktaedrischen Netzen“ zu finden ist, wo es zusammen mit Amesit, Antigorit, Cronstedtit, Brindleyit, Chrysotil, Fraipontit, Greenalith, Karyopilit, Kellyit, Lizardit, Manandonit, Népouit und Pecorait die „Serpentingruppe“ mit der System-Nr. 9.ED.15 bildet.
Die vorwiegend im englischen Sprachraum gebräuchliche Systematik der Minerale nach Dana ordnet den Berthierin ebenfalls in die Klasse der „Silikate und Germanate“ und dort in die Abteilung der „Schichtsilikatminerale“ ein. Hier ist er zusammen mit Amesit, Cronstedtit, Brindleyit, Fraipontit, Kellyit und Manandonit in der „Serpentingruppe (Amesit-Untergruppe)“ mit der System-Nr. 71.01.02c innerhalb der Unterabteilung „Schichtsilikate: Schichten von sechsgliedrigen Ringen mit 1:1-Lagen“ zu finden.

## Kristallstruktur
Von Berthierin sind bisher zwei Polytypen mit monokliner und trigonaler Symmetrie bekannt:
| Name          | Kristallsystem | Kristallklasse                                       | Raumgruppe                    | Gitterparameter                               | Formeleinheiten pro Elementarzelle |
| ------------- | -------------- | ---------------------------------------------------- | ----------------------------- | --------------------------------------------- | ---------------------------------- |
| Berthierin-1M | monoklin       | monoklin-domatisch; m oder monoklin-prismatisch; 2/m | Cm (Nr. 8) oder C2/m (Nr. 12) | a = 5,41 Å; b = 9,33 Å; c = 7,28 Å β = 104,5° | 1                                  |
| Berthierin-1T | trigonal       | ?                                                    | ?                             | a = 5,42 Å; c = 7,11 Å                        | 0,5                                |

## Bildung und Fundorte
Berthierin bildet sich in nicht metamorphisierten, marinen Sedimenten lateritischer und polarer Böden. Als Begleitminerale können unter anderem Glaukonit, Siderit und Calcit sowie mit Glimmer-Smektiten durchsetzter Chlorit-Vermiculit auftreten.
Als seltene Mineralbildung konnte Berthierin nur an wenigen Orten nachgewiesen werden, wobei weltweit bisher rund 60 Fundstätten dokumentiert sind. Außer an seiner Typlokalität Hayange in der Region Grand Est trat das Mineral in Frankreich noch bei Chazelles in der Region Auvergne-Rhône-Alpes, im Granit- and Pegmatit-Steinbruch Kerbizien bei Poullaouen in der Region Bretagne und im Steinbruch Bois-de-la-Roche bei Saint-Aubin-des-Châteaux in der Region Pays de la Loire auf.
In Deutschland fand sich Berthierin bisher nur im aufgelassenen Tage- und Untertagebau Hagendorf-Süd (auch Grube Cornelia) bei Hagendorf (Waidhaus) in Bayern sowie im Granit-Pegmatit-Steinbruch Henneberg bei Weitisberga im Saale-Orla-Kreis und in den oolithischen Chamosit-Eisenerzen des Tagebaus Wittmannsgereuth im Landkreis Saalfeld-Rudolstadt in Thüringen.
Weitere Fundorte liegen unter anderem in Ägypten, Australien, Bolivien, Brasilien, Bulgarien, China, Finnland, Italien, Japan, Kanada, Kasachstan, Namibia, Neuseeland, Niger, Polen, Russland, Schweden, Spanien, Tschechien, Tunesien, Ungarn, Usbekistan, im Vereinigten Königreich (England) und den Vereinigten Staaten von Amerika (Colorado, Kalifornien, Kentucky, Maine und Wyoming).